# Педро де Алькантара Тельес-Хирон и Бофорт-Спонтин
Педро де Алькантара Тельес-Хирон и Бофорт-Спонтин (исп. Pedro de Alcántara Téllez-Girón y Beaufort Spontin; 10 сентября 1810, Кадис — 29 сентября 1844, Мадрид) — испанский аристократ, 11-й герцог Осуна и гранд Испании (1820—1844).

## Биография
Он родился в Кадисе 10 сентября 1810 года. Старший сын Франсиско де Борха Тельеса-Хирона, 10-го герцога Осуна (1785—1820), и его жены Марии Франсиски де Бофор, графини Бофор (1785—1830). Младший брат — Мариано Франсиско де Борха Хосе Хусто Тельес-Хирон и Бофорт-Спонтин, 12-й герцог Осуна (1814—1882). В тот же день он был крещён в Военной приходской церкви Педро де Фуэнтесом, главным капелланом Королевского госпиталя военно-морского флота на Пласа-де-Кадис, спонсируемого его бабушкой по материнской линии Марией Хосефой Пиментель, графиней-герцогиней Бенавенте (1752—1834).
Он был представлен королю Испании Фернандо VII 7 июля 1830 года при поддержке герцога Фриаса и Уседа. После смерти Фернандо он поддержал дело королевы Изабеллы II и был назначен полковником Второго пехотного полка городского ополчения Мадрида, на эту должность он не согласился, но предложил себя в качестве простого солдата. 25 мая 1834 года королева назначила его подполковником полка кавалерийского ополчения. Он служил героем королевства в законодательных органах с 1834 по 1836 год. Утвердив его дворянские испытания 15 июня 1840 года, он вступил в Орден Калатравы как рыцарь и он также был награждён Большим крестом Карлоса III и дворянином палаты. С годами он объединил в своем лице титулы великих домов Осуна, Бенавенте и Мендоса и, таким образом, составил один из крупнейших конгломератов дворянских достоинств, состояний и состояний того времени.
Он руководил и продвигал Художественно-литературный лицей Мадрида, где встречались романтические художники и писатели того времени. Его покровительственная работа была признана Бальтасаром Салдони, который назвал его «истинным отцом и защитником художников» и высоко оценил его усилия по поддержке некоторых из них, чтобы они продолжили или закончили учёбу за границей. 6 Он также был «очень выдающимся певцом-любителем» с баритоном. По словам Салдони, «его школа была безупречна и придавала большое чувство и окраску всем музыкальным фразам исполняемого им произведения». Как любитель лошадей, в 1835 году он отвечал за организацию первых скачек в Испании в Аламеда-де-Осуна, лесу, которым он владел, а в 1841 году он основал там Sociedad de Fomento de la Cría Caballar.
Он умер холостым и бесплодным 29 августа 1844 года во Паласио-де-Осуна в Мадриде, в возрасте всего 34 лет, а с 17 апреля 1849 года его тело погребено в часовне Гроба Господня вместе с его родителями. Его владения и титулы перешли к его брату Мариано Тельес-Хирону и Бофорту Спонтину.

## Титулы
Он сменил своего отца, который умер в 1820 году, как 11-й герцог Осуна, 12-й маркиз Пеньяфьель, 3-й маркиз Монтеагудо, 18-й маркиз Захара, 17-й маркиз Ломбай, 15-й граф Уруэнья , 24-й граф Майорга, 19-й граф Белалькасар и 7-й граф Фонтанара, помимо наследования должностей главного нотариуса Кастилии и главного официанта короля.
После смерти его бабушки и крестной матери Марии Хосефы в 1834 году он стал 16-м графом Бенавенте, 13-м герцогом Бенавенте, 14-м герцогом Бехаром, 14-м герцогом Пласенсия, 13-м герцогом Аркосом, 15-м герцогом Гандия, 10-м герцогом Мандас и Вильянуэва, 2-м герцогом Монтеагудо, 15-м маркизом Хибралеоном, 10-м маркизом Терранова (уступивший своему брату Мариано), 15-м графом Баньярес, 15-м графом Олива, 12-м графом Майальде, 14-м графом Байленом, 13-м графом Касарес, 17-м виконтом Пуэбла-де-Алькосер и принцем Скилаче, также унаследовавший положение первого голоса дворянского сословия Сардинии и главного судьи Кастилии.
После смерти дяди Педро де Алькантара Альварес де Толедо, 13-го герцога дель Инфантадо (1768—1841) в 1841 году, холостого и не имеющего законных наследников, Педро де Алькантара получил все дворянские титулы дома Мендоса: 14-й герцог дель Инфантадо, 12-й герцог Лерма, 10-й герцог Пастрана, 10-й герцог Эстремера, 11-й герцог Франкавилья, 13-й маркиз Тавара, 14-й маркиз Сантильяна, 14-й маркиз Аргуэсо, 10-й маркиз Альменара (I), 11-й маркиз Альхесилья, 12-й маркиз Сенете, 12-й маркиз Сеа, 15-й граф Реал-де-Мансанарес, 22-й граф Сальданья, 13-й граф Сид, 13-й граф Виллада, 12-й граф Ампудиа и принц Эболи и Мелито. После долгой тяжбы к нему перешли титулы 14-го герцога Медина-де-Риосеко и 16-го графа Мельгара.